# Río Mascarello
El río Mascarello es un curso natural de agua que fluye con dirección general norte hasta desembocar en el río Azopardo de la isla Grande de Tierra del Fuego en la Región de Magallanes y la Antártica Chilena.

## Historia
Los primeros exploradores blancos del cauce del río Azopardo fueron los peritos que fijaron la frontera entre Chile y Argentina definida en el Tratado de 1881. Posteriormente fue explorada por Otto Nordenskjöld y Carl Skottsberg. Skottsberg relata en su obra de 1911 sus impresiones del paisaje visto desde una montaña (en 1907), cerca de la confluencia del Azopardo y el Mascarello, este último ya con su nombre actual en 1911..: 39 
En 1895 la Comisión Internacional de Límites llegó al extremo oriental del seno Almirantazgo y cartografió la zona y fijando la toponimia de los ríos Azopardo, Betbeder, Mascarello y Fontaine.: 8 
Luis Risopatrón lo describe brevemente en su Diccionario jeográfico de Chile de 1924:: 534 
Mascarello (Rio). Afluye del S a la marjen S del río Azopardo del seno del Almirantazgo. 56 mapa de Nordensköjld (1898); 72, p 42 (Skottsberg 1911): i 156

## Población, economía y ecología
La confluencia del Mascarello y el Azopardo está no lejos de Caleta María.